# Фелео, Хуан
Хуан Фелео (англ. Juan Feleo; 1 мая 1896, Санта-Роса, провинции Нуэва-Эсиха, Филиппины — 24 августа 1946, провинции Нуэва-Эсиха) — филиппинский политик и педагог, деятель рабочего и крестьянского движения на Филиппинах, вождь «Крестьянского союза». Один из основателей широкого крестьянского движения Kalipunang Pambansa ng Magbubukid sa Pilipinas (Национальная конфедерация крестьян на Филиппинах), один из видных деятелей Коммунистической партии Филиппин.

## Биография
Сын небогатого землевладельца. По профессии — школьный учитель. В 1917 году основал Союз арендаторов в провинции Нуэва-Эсиха. В 1922—1924 годах работал заместителем председателя Национальной конфедерации издольщиков и сельско-хозяйственных рабочих, в 1924—1931 годах — заместитель председателя Национальной конфедерации крестьян, в 1945—1946 годах — заместитель председателя Национального крестьянского союза.
В 1930 году был одним из основателей Коммунистической партии Филиппин, многолетний член Политбюро ЦК КПФ.
Во время Второй мировой войны 1939—1945 годов был участником Народной антияпонской армии, боролся против оккупантов.
В 1945 году назначен губернатором провинции Нуэва-Эсиха. В 1945—1946 годах входил в Исполком Демократического альянса как представитель Национального крестьянского союза.
Убит наёмниками. Его смерть вызвала антиправительственное Хукбалахапское восстание (1946—1954) прокоммунистически настроенного крестьянства и бывших солдат Хукбалахапа, вооружённого крыла Компартии Филиппин.